# Selección de fútbol sub-17 de Senegal
La Selección de fútbol sub-17 de Senegal es el equipo que representa al país en el Mundial Sub-17 y en el Campeonato Africano Sub-17; y es controlado por la Federación Senegalesa de Fútbol.

## Participaciones

### Mundial Sub-17
| Año                         | Fase             | Posición     | PJ           | PG           | PE           | PP           | GF           | GC           |
| --------------------------- | ---------------- | ------------ | ------------ | ------------ | ------------ | ------------ | ------------ | ------------ |
| China 1985                  | No clasificó     | No clasificó | No clasificó | No clasificó | No clasificó | No clasificó | No clasificó | No clasificó |
| Canadá 1987                 | No clasificó     | No clasificó | No clasificó | No clasificó | No clasificó | No clasificó | No clasificó | No clasificó |
| Escocia 1989                | No clasificó     | No clasificó | No clasificó | No clasificó | No clasificó | No clasificó | No clasificó | No clasificó |
| Italia 1991                 | No clasificó     | No clasificó | No clasificó | No clasificó | No clasificó | No clasificó | No clasificó | No clasificó |
| Japón 1993                  | No clasificó     | No clasificó | No clasificó | No clasificó | No clasificó | No clasificó | No clasificó | No clasificó |
| Ecuador 1995                | No clasificó     | No clasificó | No clasificó | No clasificó | No clasificó | No clasificó | No clasificó | No clasificó |
| Egipto 1997                 | No clasificó     | No clasificó | No clasificó | No clasificó | No clasificó | No clasificó | No clasificó | No clasificó |
| Nueva Zelanda 1999          | No clasificó     | No clasificó | No clasificó | No clasificó | No clasificó | No clasificó | No clasificó | No clasificó |
| Trinidad y Tobago 2001      | No clasificó     | No clasificó | No clasificó | No clasificó | No clasificó | No clasificó | No clasificó | No clasificó |
| Finlandia 2003              | No clasificó     | No clasificó | No clasificó | No clasificó | No clasificó | No clasificó | No clasificó | No clasificó |
| Perú 2005                   | No clasificó     | No clasificó | No clasificó | No clasificó | No clasificó | No clasificó | No clasificó | No clasificó |
| Corea del Sur 2007          | No clasificó     | No clasificó | No clasificó | No clasificó | No clasificó | No clasificó | No clasificó | No clasificó |
| Nigeria 2009                | No clasificó     | No clasificó | No clasificó | No clasificó | No clasificó | No clasificó | No clasificó | No clasificó |
| México 2011                 | No clasificó     | No clasificó | No clasificó | No clasificó | No clasificó | No clasificó | No clasificó | No clasificó |
| Emiratos Árabes Unidos 2013 | No clasificó     | No clasificó | No clasificó | No clasificó | No clasificó | No clasificó | No clasificó | No clasificó |
| Chile 2015                  | No clasificó     | No clasificó | No clasificó | No clasificó | No clasificó | No clasificó | No clasificó | No clasificó |
| India 2017                  | No clasificó     | No clasificó | No clasificó | No clasificó | No clasificó | No clasificó | No clasificó | No clasificó |
| Brasil 2019                 | Octavos de final | 11°          | 4            | 2            | 0            | 2            | 8            | 5            |
| Indonesia 2023              | Octavos de final | 10°          | 4            | 2            | 1            | 1            | 6            | 4            |
| Total                       | 2/19             | 42.º         | 8            | 4            | 1            | 3            | 14           | 9            |

### Campeonato Africano Sub-17
| Copa Africana de Naciones Sub-17 | Copa Africana de Naciones Sub-17 | Copa Africana de Naciones Sub-17 | Copa Africana de Naciones Sub-17 | Copa Africana de Naciones Sub-17 | Copa Africana de Naciones Sub-17 | Copa Africana de Naciones Sub-17 | Copa Africana de Naciones Sub-17 |
| Año                              | Ronda                            | J                                | G                                | E                                | P                                | GF                               | GC                               |
| -------------------------------- | -------------------------------- | -------------------------------- | -------------------------------- | -------------------------------- | -------------------------------- | -------------------------------- | -------------------------------- |
| 1995                             | Abandonó el torneo               | Abandonó el torneo               | Abandonó el torneo               | Abandonó el torneo               | Abandonó el torneo               | Abandonó el torneo               | Abandonó el torneo               |
| 1997                             | No participó                     | No participó                     | No participó                     | No participó                     | No participó                     | No participó                     | No participó                     |
| 1999                             | No clasificó                     | No clasificó                     | No clasificó                     | No clasificó                     | No clasificó                     | No clasificó                     | No clasificó                     |
| 2001                             | No clasificó                     | No clasificó                     | No clasificó                     | No clasificó                     | No clasificó                     | No clasificó                     | No clasificó                     |
| 2003                             | No clasificó                     | No clasificó                     | No clasificó                     | No clasificó                     | No clasificó                     | No clasificó                     | No clasificó                     |
| 2005                             | No clasificó                     | No clasificó                     | No clasificó                     | No clasificó                     | No clasificó                     | No clasificó                     | No clasificó                     |
| 2007                             | No clasificó                     | No clasificó                     | No clasificó                     | No clasificó                     | No clasificó                     | No clasificó                     | No clasificó                     |
| 2009                             | Abandonó el torneo               | Abandonó el torneo               | Abandonó el torneo               | Abandonó el torneo               | Abandonó el torneo               | Abandonó el torneo               | Abandonó el torneo               |
| 2011                             | Fase de grupos                   | 3                                | 1                                | 0                                | 2                                | 4                                | 5                                |
| 2013                             | No clasificó                     | No clasificó                     | No clasificó                     | No clasificó                     | No clasificó                     | No clasificó                     | No clasificó                     |
| 2015                             | No clasificó                     | No clasificó                     | No clasificó                     | No clasificó                     | No clasificó                     | No clasificó                     | No clasificó                     |
| 2017                             | No clasificó                     | No clasificó                     | No clasificó                     | No clasificó                     | No clasificó                     | No clasificó                     | No clasificó                     |
| 2019                             | Fase de grupos                   | 3                                | 0                                | 2                                | 1                                | 2                                | 3                                |
| 2023                             | Campeón                          | 6                                | 6                                | 0                                | 0                                | 15                               | 2                                |
| Total                            | 3/13                             | 12                               | 7                                | 2                                | 3                                | 21                               | 10                               |